# 하안북초등학교
하안북초등학교는 대한민국 경기도 광명시에 있는 공립 초등학교이다.

## 학교 연혁
- 1989. 02. 06 하안북 국민학교 설립 인가
- 1989. 09. 01 초대 조선행 교장 취임
- 1989. 09. 01 광덕국민학교에서 24학급 분리 개교
- 1990. 03. 01 26학급 병설유치원 2학급 편성
- 1996. 03. 01 하안북 초등학교 교명 변경
- 2005. 09. 01 교육인적자원부지정 u-러닝 연구학교
- 2007. 12. 27 전국 100대 교육과정 우수교 선정
- 2011. 09. 01 제8대 신평우 교장 부임
- 2011. 11. 30 We class 구축 및 시설
- 2011. 11. 30 1층 상설 전시실 구축
- 2011. 12. 16 2011 방과후학교 운영 우수교 표창(경기도교육감)
- 2011. 12. 19 2011 평화중심학교 표창(경기도광명교육청교육장)
- 2011. 12. 30 과학실 리모델링 현대화
- 2011. 12. 31 학교평가 우수학교 표창(경기도교육감)
- 2012. 02. 20 돌봄교실 2실 리모델링 (2011. 3 선정)
- 2012. 03. 01 문화예술클러스터 거점학교(서양화)
- 2012. 03. 01 언어문화 개선 선도학교(교육인적자원부)
- 2012. 03. 15 창의지성학년 운영교(경기도교육감)
- 2012. 04. 01 장독대 설치 운영교
- 2012. 05. 15 상시평가 모델 학년 운영(2학년)
- 2012. 06. 05 2012 해오름 광명예능 발표회 표창(광명교육장)
- 2012. 07. 01 1교 1촌 자매 결연 사업 운영(어촌 탐방)
- 2012. 09. 01 혁신교육지구 혁신배움학교 운영(광명교육청)
- 2012. 09. 01 하반기 학생 오케스트라 운영교(교육인적자원부)
- 2012. 09. 30 영어실 리모델링(2실)
- 2012. 12. 11 학교도서관진흥 및 독서교육우수교 표창(광명교육장)
- 2012. 12. 27 2012년 인성교육실천 우수학교 표창(교육과학기술부장관)
- 2012. 12. 30 1층 강당 리모델링
- 2012. 12. 31 2012 기초학력책임지도 우수학교 표창(광명교육장)
- 2013. 01. 21 경기도 과학교육 우수학교 표창(경기도교육감)
- 2013. 01. 30 3층 상설 전시실 구축
- 2013. 02. 28 돌봄교실 1층 이전
- 2013. 03. 01 혁신교육지구 혁신배움학교 운영(광명교육청)
- 2013. 03. 01 학생 오케스트라 운영교(교육인적자원부)
- 2013. 03. 01 문화예술클러스터 거점학교(서양화)
- 2013. 03. 01 장독대 설치 운영교
- 2013. 03. 01 유치원 1실 증가(4실 운영)
- 2013. 09. 01 혁신예비학교 지정 운영(경기도교육청)
- 2013. 09. 01 어깨동무 선도학교-언어문화 개선(경기도교육청)
- 2013. 10. 01 스마트 건강 교육 선도학교(광명시청)
- 2013. 11. 26 교육과정혁신우수사례교 표창(광명교육지원청)
- 2013. 12. 06 경기 환경교육 우수학교(경기도교육감)
- 2013. 12. 06 건강한 학생 육성 표창(경기도교육감)
- 2014. 02. 28 후문 통로 연결 개관
- 2014. 03. 01 혁신학교 운영(경기도교육청)
- 2014. 03. 01 혁신교육지구 혁신배움학교 운영(광명교육청)
- 2014. 03. 01 학생 오케스트라 운영교(교육인적자원부)
- 2014. 03. 01 문화예술클러스터 거점학교(서양화)
- 2014. 03. 01 어깨동무 선도학교-언어문화 개선(경기도교육청)
- 2014. 03. 01 장독대 설치 운영교
- 2014. 08. 10 소체육장 시설 공사
- 2014. 08. 30 보건실 리모델링
- 2014. 09. 01 제9대 서준희 교장 부임

## 참고 자료
- 하안북초등학교 - 한국교육학술정보원 학교알리미